# Ippodromo Cirigliano
Ippodromo Cirigliano är en travbana i Aversa i provinsen Caserta i Italien. Huvudbanans totala längd är 804.61 meter.

## Om banan
Anläggningens totala yta är 118 000 kvadratmeter, av vilka 19 000 är öppna för publik. Travbanan är 804.61 meter lång och är 21,7 meter bred på bortre långsidan, och 18,5 meter bred på upploppet. Banunderlaget är tillverkat av en blandning av sten från tuff och flodsand. För att byta underlag på hela banan behövs 350 kubikmeter material. 
Läktarplatserna rymmer 15 000 åskådare, och har även 2 000 sittplatser. Banan är även utrustad med belysningssystem, för lopp på kvällstid. Från läktarplatserna kan publiken även följa loppen via 6 stora skärmar.